# Parafia św. Marcina w Zawidzu Kościelnym
Parafia Świętego Marcina w Zawidzu Kościelnym – parafia należąca do dekanatu sierpeckiego, diecezji płockiej, metropolii warszawskiej.
Została erygowana w XIV wieku. Mieści się przy ulicy Zacisze.

## Proboszczowie
- ks. kan. Włodzimierz Załęcki (1977–2004)[1]
- ks. Józef Roman Łozecki[2]

## Galeria

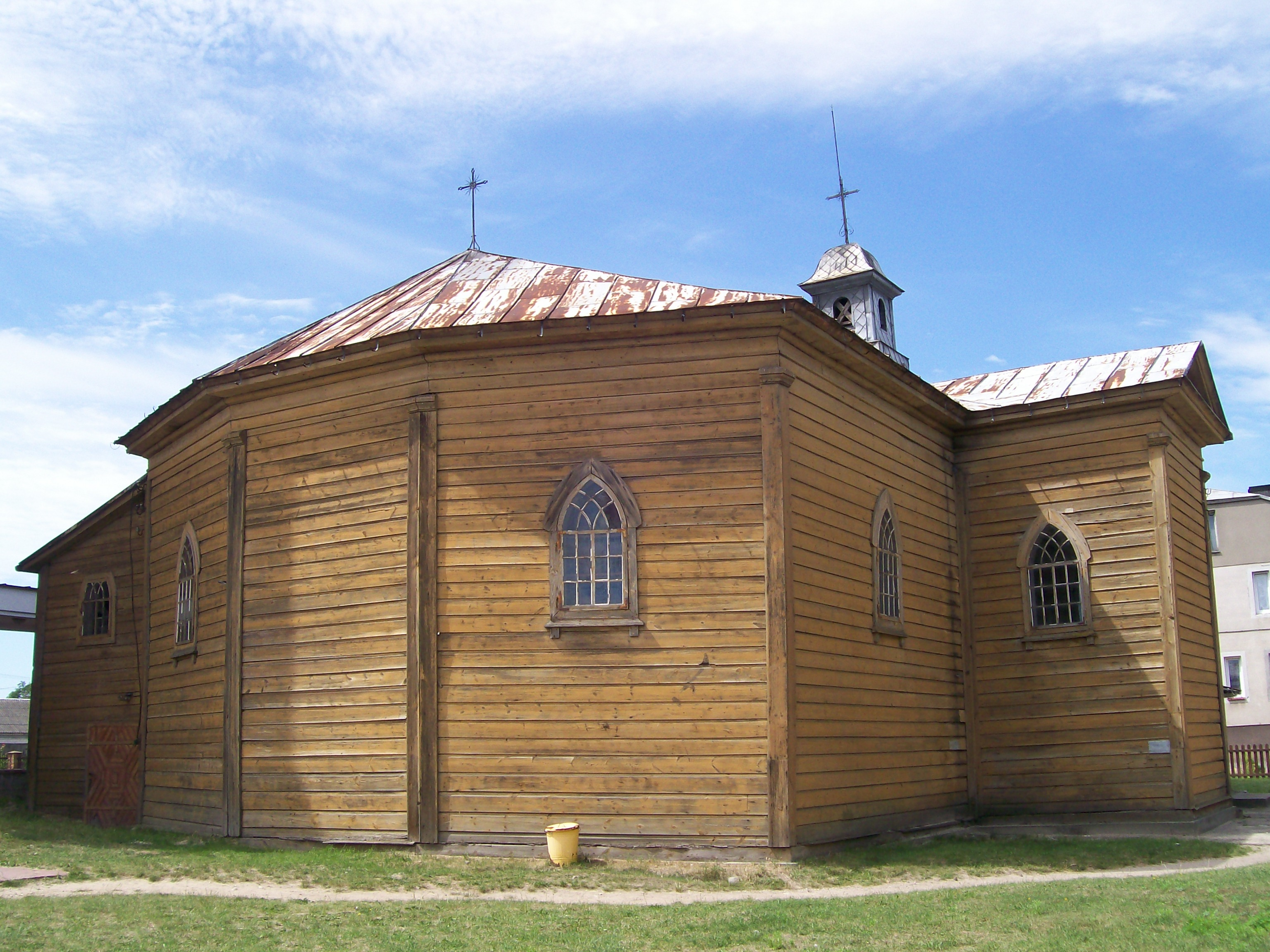
Stary kościół
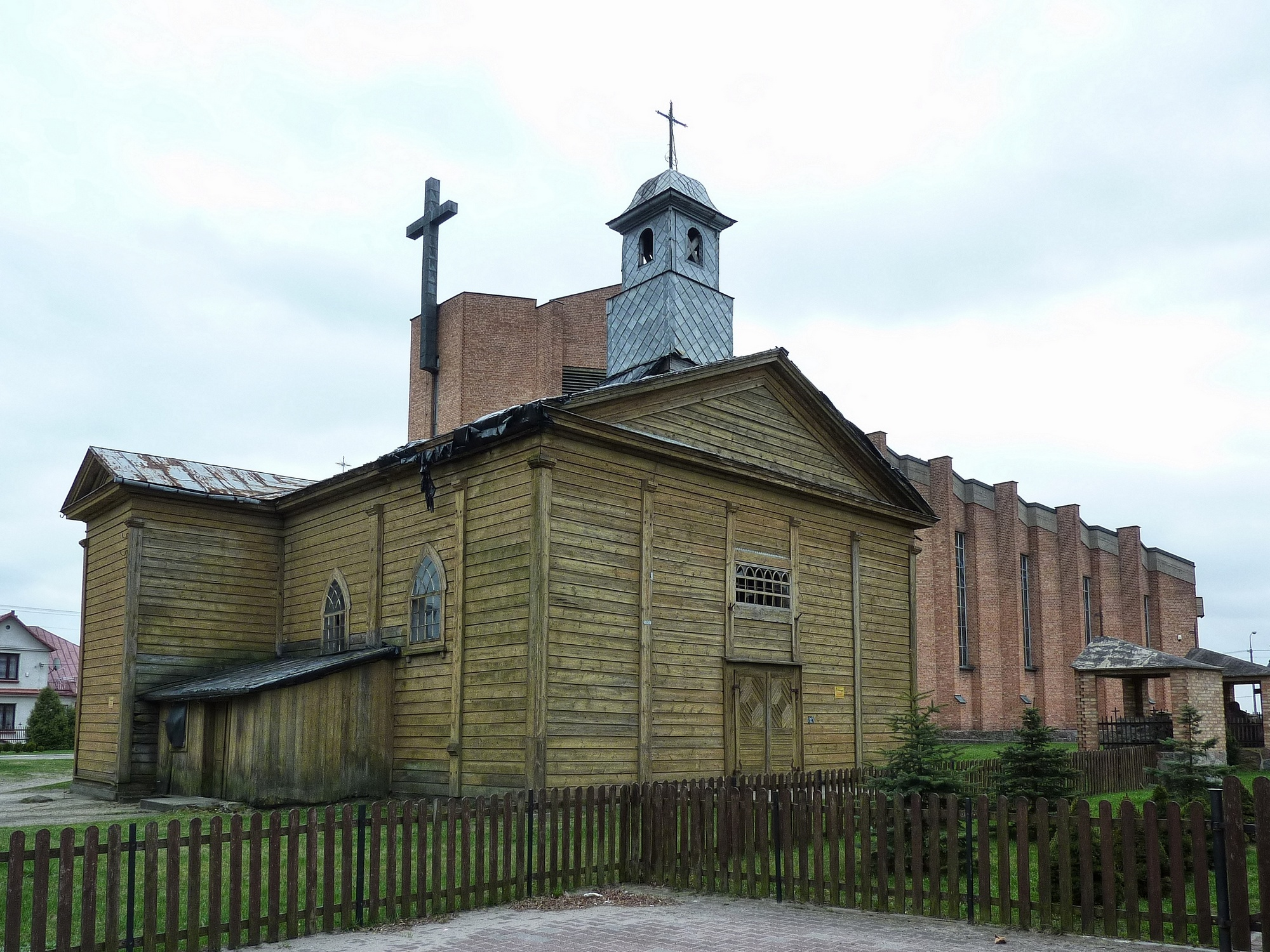
Stary i nowy kościół